# Willy den Turk
Wilhelmina "Willy" den Turk, née le 3 avril 1908 à Rotterdam et morte le 19 juin 1937 dans la même ville, est une nageuse néerlandaise, première championne d'Europe du 100 m dos en 1927.

## Carrière
Aux championnats d'Europe de natation 1927, elle remporte la première médaille d'or européenne sur le 100 m dos. La même année, elle établit un nouveau record du monde de la distance en 1 min 22 s 00 et devient la première Néerlandaise à établir un record du monde en dos,.
En 1928, elle est sélectionnée pour participer aux Jeux olympiques sur le 100 m dos et le 4 × 100 m 4 nages mais elle doit annuler sa participation pour cause d'une blessure au pied,.
Elle meurt prématurément le 23 juin 1937 à l'âge de 29 ans.

## Palmarès

### Championnats d'Europe
- Championnats d'Europe 1927 à Bologne ( Italie)
  -  Médaille d'or du 100 m dos.
  -  Médaille d'argent du relais 4 × 100 m nage libre.

## Hommages
Une rue est renommée en son honneur à Rotterdam en 1999.